# Штука (сукна)
Штука — непочатий сувій матерії певної довжини, який надходить з фабрики для продажу.

Стара міра довжини полотна без певного значення; постав. Тканина в шматку. Дорівнювала в середньому 48 ліктям. Штука інших тканин дорівнювала 30 — 79 ліктів. Застосовувалася при продажу тканини.